# Susan Brownmiller
Susan Brownmiller (Brooklyn, Nueva York; 15 de febrero de 1935-Nueva York, 24 de mayo de 2025) fue una periodista, escritora y activista feminista estadounidense. Su nombre de nacimiento es Susan Warhaftig, adoptando el seudónimo Brownmiller en 1961.
Formó parte del movimiento feminista radical surgido en la década de 1960 en Estados Unidos. Es especialmente conocida por su libro Contra nuestra voluntad: un estudio sobre la forma más brutal de agresión a la mujer: la violación (1975), uno de los primeros en los que se planteó que la violación no era una cuestión pasional sino un problema político, un acto de poder, y la que denunció su utilización para controlar a las mujeres y como «arma de guerra». Brownmiller argumenta que la violación había sido previamente definida por hombres en lugar de mujeres, y que los hombres la usan como un medio para perpetuar el dominio masculino al mantener a todas las mujeres en un estado de miedo. Tras su publicación, Brownmiller fue considerada por la revista Time una de las mujeres del año. La Biblioteca Pública de Nueva York seleccionó Against Our Will como uno de los 100 libros más importantes del siglo XX. En 2017, su trabajo fue recuperado y especialmente reconocido a raíz del movimiento MeToo.

## Biografía
Nació y creció en Brooklyn, Nueva York, en el seno de una familia judía de clase media baja. Fue hija única. Su padre, Samuel Warhaftig, era un emigrante polaco, había llegado a Estados Unidos desde un shtetl de Polonia. Trabajó como vendedor en el Garment Center y más tarde en los grandes almacenes Macy's. En Brooklyn conoció a su madre, Mae, mucho más joven que él. Ella trabajaba de secretaria en el Empire State Building. Su padre no apoyó a Brownmiller para ir a la universidad.
Estudió en la Universidad de Cornell durante dos años con becas (1952-54) pero no se graduó. Estaba decidida a ser actriz de Broadway cuando de manera accidental empezó a trabajar en algunas revistas.

### Trayectoria profesional
Brownmiller comenzó en el periodismo una posición editorial en una "revista de confesión". Continuó trabajando como asistente del editor en Coronet (1959-60), como editora del Albany Report, una revisión semanal de la legislatura del estado de Nueva York (1961-1962) y como investigadora de asuntos nacionales en el semanario Newsweek (1963-1964). A mediados de la década de 1960 trabajó como reportera para la NBC-TV en Filadelfia (1965) y a los 30 años escribió en el The Village Voice (1965). Después trabajó en la cadena ABC-TV en Nueva York (1966-68) una época en la que recuerda las dificultades como mujer de trabajar en una redacción masculinizada. Betty Friedan ya había publicado La mística de la feminidad (1963), que Brownmiller había engullido, reconociendo aspectos de sí misma en cada página. Pero la revolución feminista aún no se había puesto en marcha por completo.
A partir de 1968, trabajó como escritora independiente; sus reseñas de libros, ensayos y artículos aparecieron regularmente en publicaciones como The New York Times, Newsday, The New York Daily News, Vogue y The Nation. En 1968, firmó el manifiesto - promesa de "Escritores y Editores Guerra Protesta de impuestos", comprometiéndose a rechazar pagos de impuestos en protesta contra la Guerra de Vietnam.

### Activismo

#### Derechos civiles
Brownmiller empezó su activismo en la defensa de los derechos civiles participando en el Congress of Racial Equality CORE influenciada por el movimiento de defensa de los derechos civiles Southern sit-in que en febrero de 1960 iniciaba la lucha contra la segregación. Se incorporó al Congress of Racial Equality CORE y organizó un piquete frente al Woolworth Building de Nueva York convirtiéndose en activista política. Formó parte del Comité Coordinador Estudiantil No Violento y en 1964, mientras trabajaba en el Newsweek, formó parte del grupo de 1000 personas blancas voluntarias que se unieron a Freedom Summer en Mississippi. En 1968 participó en la marcha contra la guerra de Vietnam.

#### Feminismo

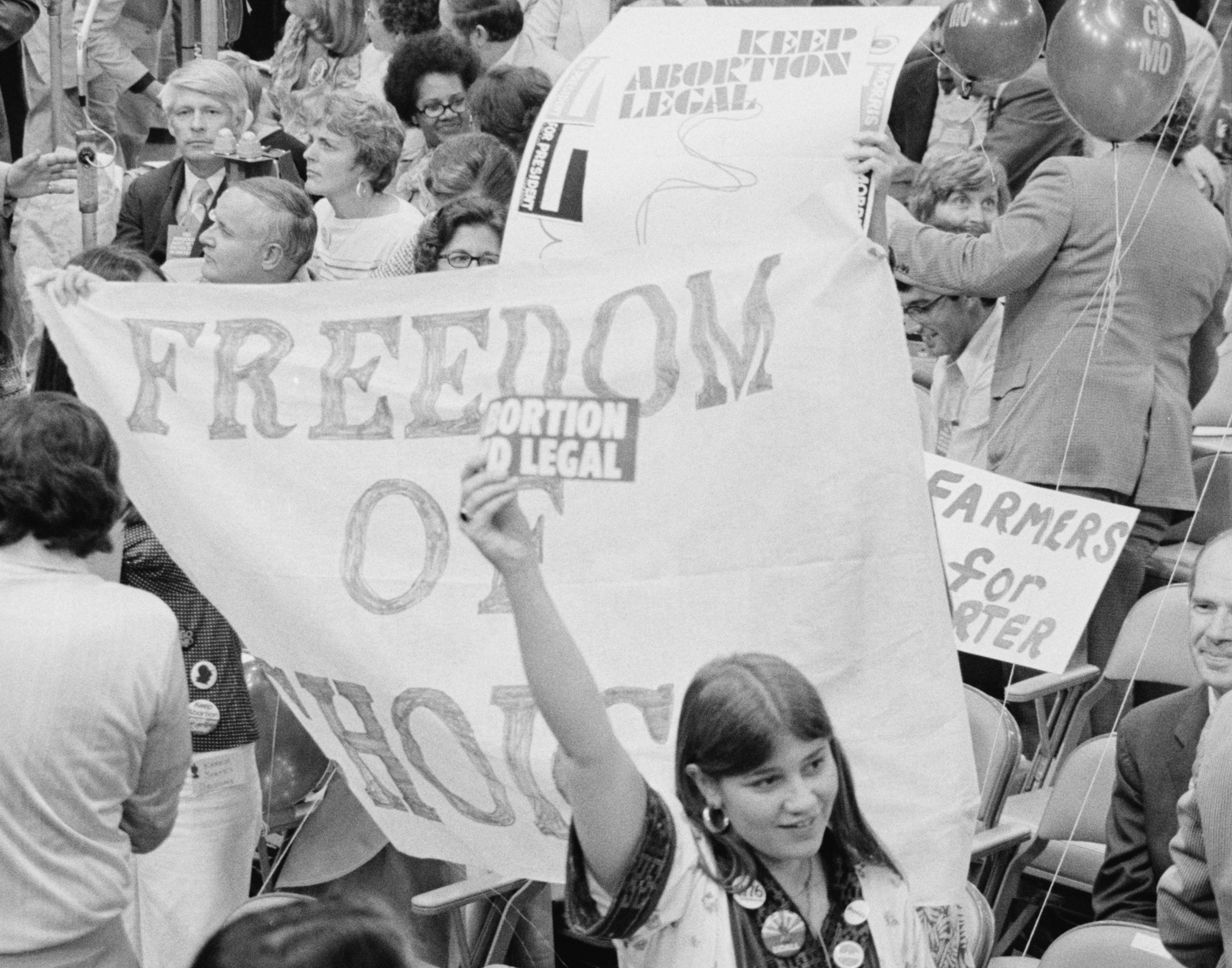
Manifestación a favor del derecho al aborto contra la candidata Ellen McCormack en la Convención Nacional Demócrata de Nueva York (14 de julio de 1976)

En 1968 inició también su activismo feminista. Conoció el potencial de los grupos de autoconciencia. Junto a su amiga Jan Goodman con quien cuatro años había viajado a Mississippi asistieron a una reunión de las Mujeres Radicales de Nueva York. Dos semanas antes, el grupo había organizado una protesta desplegando una pancarta por la libertad de las mujeres en el concurso de Miss América de Atlantic City. La reunión se centraba en la maternidad y el aborto todavía ilegal en EE. UU. Cuando llegó su turno explicó su experiencia, ella había tenido tres abortos ilegales: uno en Cuba y dos en Puerto Rico. Brownmiller ha continuado defendiendo el derecho al aborto y colaborando en campañas sobre este tema.
En marzo de 1970 organizó una sentada en el Ladies' Home Journal. La protesta era no solo por su contenido sino porque estaba editada por un hombre.  
"Quienes planeamos la sentada entendimos que era divertido que 200 mujeres organizaran una sentada en una revista para mujeres alegando que no reflejaba los intereses de las mujeres" explicó Brownmiller en el documental She's Beautiful When She's Angry  sobre la historia de la segunda ola del feminismo en Estados Unidos.
Conoció a las también activistas feministas Shulamith Firestone, Kate Millett, Robin Morgan, Gloria Steinem y formó parte de los grupos de autoconciencia que se crearon en el marco del feminismo radical y la organización New York Radical Women. 
En 1977 se asoció al Women's Institute for Freedom of the Press (WIFP). 
Los documentos de Brownmiller han sido archivados en Harvard, en la Biblioteca Arthur y Elizabeth Schlesinger sobre la Historia de las Mujeres en América.

## Contra nuestra voluntad

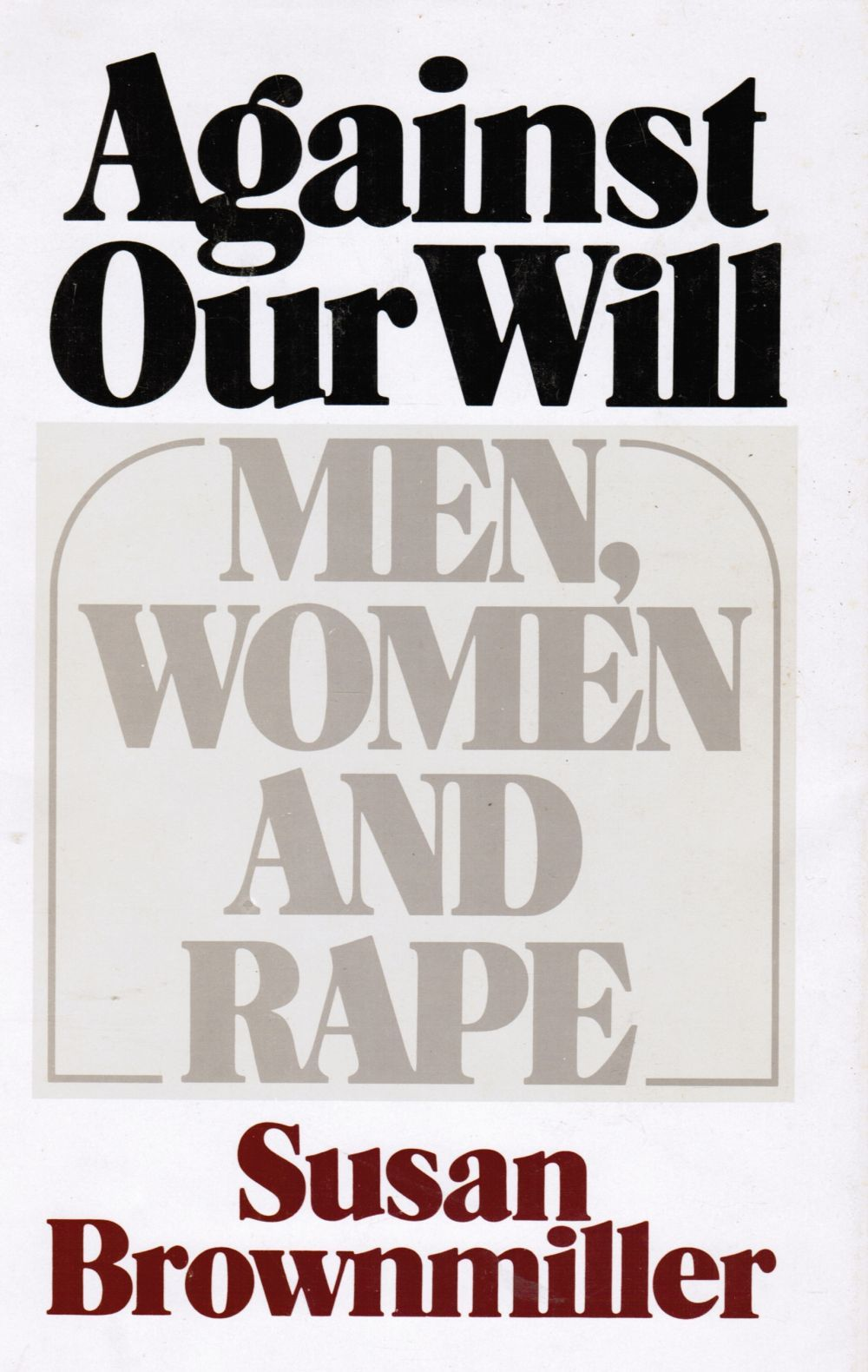
Cubierta del libro Against Our Will: Men, Women, and Rape, 1975.

### La violación como herramienta de control masculino
El trabajo más reconocido de Brownmiller es el libro Contra nuestra voluntad: un estudio sobre la forma más brutal de agresión a la mujer: la violación (en inglés: Against Our Will: Men, Women, and Rape), publicado en 1975 a sus 40 años. 

#### Contexto histórico
Hasta entonces la violación estaba considerada un estigma y se vivía en silencio e incluso antes del movimiento feminista de los 70 no se hablaba del tema ya que finalmente cuando la víctima pudiera buscar ayuda se encontraría con la culpa y la sospecha. Ni los departamentos de policía ni los hospitales estaban preparados para ayudar a enfrentar el trauma o tenían procedimientos para recolectar pruebas o pruebas de enfermedades. La presentación de cargos criminales requirió la "corroboración" del asalto de los testigos, y el pasado sexual de una mujer podría ser utilizado por la defensa para desacreditar su acusación.
El libro de Brownmiller formó parte de un esfuerzo del movimiento feminista para cambiar las leyes y las actitudes públicas, y para transformar una cultura que subestimaba la autonomía corporal de las mujeres. Against Our Will se publicó justo cuando las activistas contra la violación comenzaron a crear centros de crisis, líneas directas, clases de autodefensa y otras formas de apoyo para las sobrevivientes de violación.

#### Violación, dominación patriarcal
Against Our Will denuncia que los hombres la usan como un medio para perpetuar el dominio masculino al mantener a todas las mujeres en un estado de miedo. "El descubrimiento del hombre de que sus genitales podrían servir como un arma para generar miedo", escribió, "debe figurar como uno de los descubrimientos más importantes de los tiempos prehistóricos, junto con el uso del fuego y el primer hacha de piedra cruda". La coacción sexual, y la amenaza de su posibilidad, en la calle, en el trabajo y en el hogar, descubrió, es menos una cuestión de lujuria frenética que un ejercicio deliberado de poder físico, una declaración de superioridad "diseñada para intimidar e inspirar miedo".
Brownmiller identificó una serie de mitos profundamente arraigados sobre la violación: que está motivada por la lujuria masculina incontrolable en lugar de la violencia, que la sexualidad femenina es intrínsecamente masoquista e invita a la violación y que las mujeres "lloran la violación con facilidad y alegría" y ofreció un contra discurso coherente sobre la violación, reformulándola como un acto de poder, incluso terrorismo masivo, que tuvo como consecuencia el control del comportamiento femenino. En otras palabras, Brownmiller argumentó que la violación era fundamental para la dominación patriarcal de las mujeres.
La idea de escribir el libro surgió del activismo, cuando en el grupo de concienciación al que ella pertenecía a principios de los 70, las Feministas Radicales de Nueva York una noche Diane Crothers, -explica en una entrevista realizada en febrero de 2018- llegó con una copia de la revista feminista de Berkeley It Is not Me Babe, que a principios de ese año había impreso un largo relato de una joven artista femenina de haber sido violada por dos veteranos de Vietnam mientras estaba haciendo autoestop para regresar a casa tras su primera reunión de mujeres. Crothers defendió que la violación era un tema feminista importante y que debía ser explorado por el grupo. En un principio Brownmiller no estaba convencida porque creía como mucha gente que la violación era algo que cualquier mujer alerta podía evitar si lo intentaba. No todo el mundo estuvo de acuerdo. Una de las mujeres presentes en la reunión, Sarah Pines empezó a describir entonces cómo también había sido violada cuando hacía autoestop. Lo peor, explicó, fue cuando fue a la policía y se burlaron. Estaba demasiado calmada para ser creíble, pensaban.
Brownmiller empezó a trabajar en el libro Contra nuestra voluntad en 1971. Ayudó a organizar una declaración del New York Radical Feminists sobre violación el 24 de enero de 1971 y una Conferencia del New York Radical Feminists sobre violación que se celebró el 17 de abril de 1971 en la que participaron unas 30 mujeres que explicaron sus experiencias abarcando desde el acoso callejero a la violación. Estudió la violación a lo largo de la historia, desde los primeros códigos de la ley humana hasta los tiempos modernos. Recolectó recortes para encontrar patrones en la forma en que se reporta la violación en varios tipos de periódicos, analizó representaciones de violaciones en la literatura, películas y música popular, y evaluó las estadísticas del crimen. Pasó meses investigando en la Biblioteca Pública de Nueva York la documentación sobre las dos guerras mundiales en el apartado recogido con el genérico de "atrocidades".
Finalmente publicó Against Our Will (1975) cinco años después de que Kate Millett escribiera el libro Política Sexual (1970) y Shulamith Firestone publicara La dialéctica del sexo (1970), textos clásicos del feminismo radical estadounidense.

#### Controversia
El libro fue criticado por Angela Davis por el tratamiento que Brownmiller hizo de raza y violencia sexual. Concretamente en relación con el tratamiento del caso Emmett Till, un chico negro de 14 años linchado en 1955 por silbar a una mujer blanca. Brownmiller calificó el silbido como "un insulto deliberado justo antes del ataque físico". Davis señala que en Against Our Will, Till -cuyo asesinato resultaría ser un incidente galvanizador para el movimiento por los derechos civiles- emerge "como un sexista culpable, casi tan culpable como sus asesinos racistas blancos ".

### Pornografía
Brownmiller conecta también las agresiones contra las mujeres y la violación a la pornografía. En 1978, asistió a la primera conferencia feminista nacional antipornografía en los EE. UU. celebrada en San Francisco donde también vio por primera vez el activismo de Andrea Dworkin y en 1979 fue cofundadora de Women Against Pornography (Mujeres contra la Pornografía).

## Vida personal
Aunque a lo largo de su vida ha vivido con tres hombres nunca se casó ni tuvo hijos. "Fue más fácil en mi día no tener hijos", explicó en 2017 en una entrevista. "En la contracultura todo fue. Hay tanta mamá por ahí ahora. Es una de las armas más poderosas contra las mujeres ".

## Publicaciones
- Shirley Chisholm: A Biography (Doubleday, 1970)
- Against Our Will: Men, Women, and Rape (Simon and Schuster, 1975/Fawcett Columbine 1993)
- Femininity (Linden Press/Simon & Schuster, 1984)
- Waverly Place (Grove Press, 1989)
- Seeing Vietnam: Encounters of the Road and Heart (Harper Collins, 1994)
- In Our Time: Memoir of a Revolution (Dial Press, 1990)
- My City High Rise Garden (Rutgers University Press, 2017)

## Premios y reconocimientos
- En 1973 ganó la beca Alicia Patterson de Periodismo para investigar y escribir sobre la violación.
- Fue una de las protagonistas del documental She's Beautiful When She's Angry  sobre la historia de la segunda ola del feminismo en Estados Unidos.[11]